# Wasilij Lewaszow
Wasilij Liewaszow, ros. Левашов Василий Васильевич (ur. 10 października?/21 października 1783, zm. 23 września?/5 października 1848) – hrabia (1833), polityk, mąż stanu i dowódca wojskowy, generał kawalerii (1833), generał adiutant (1817), premier Komitetu Ministrów Imperium Rosyjskiego.
Od 1799 pracował w Urzędzie generalnego gubernatora Petersburga P. A. Palena. Uczestnik wojny z Francją w 1805 i 1806–1807, I wojny ojczyźnianej 1812. Walczył w bitwie pod Borodino. Brał udział w bitwie pod Lipskiem na czele brygady kirasjerów. W bitwie zastąpił zabitego dowódcę pułku. W 1820 był przewodniczącym Sądu Wojskowego dla żołnierzy – uczestników buntu w siemionowskim pułku. 14 grudnia 1825, w dzień powstania dekabrystów, był na Placu Senackim z carem Mikołajem I. Po powstaniu został mianowany członkiem Komisji Śledczej. Osobiście prowadził przesłuchania, dążąc do surowego karania uczestników powstania. W 1826 roku został członkiem Najwyższego Trybunału Karnego sądzącego dekabrystów. Został włączony do Komisji Rewizyjnej, sprawdzającej działania Komisji Śledczej badającej sprawę Towarzystwa Zjednoczonych Słowian.
W 1831 został mianowany tymczasowym gubernatorem generalnym guberni wołyńskiej i podolskiej, w 1832 gubernatorem generalnym guberni kijowskiej, wołyńskiej i podolskiej, w 1835 – 1836 guberni czernigowskiej, połtawskiej i charkowskiej. W 1838 był członkiem Rady Państwa dyrektorem Departamentu Ekonomiki Gospodarki (w 1839 został jednocześnie przewodniczącym Komitetu Hodowli Koni), od 1842 – członkiem Komitetu ds. budowy kolei Petersburg – Moskwa, od 1847 – przewodniczącym Rady Państwa i Komitetu Ministrów Imperium Rosyjskiego.